# Peter Kemp (écrivain)
Pour les articles homonymes, voir Peter Kemp et Kemp.
Ne doit pas être confondu avec Peter Kemp (navigateur).
Peter Kemp, né le 19 août 1915 à Bombay, et mort le 30 octobre 1993 à Londres, est un militaire et écrivain anglais. Il est connu pour avoir participé à la guerre d’Espagne, ainsi que, durant la Seconde Guerre mondiale, pour avoir été membre du Special Operations Executive.

## Biographie
Peter Mant MacIntyre Kemp (19 août 1915-30 octobre 1993, DSO-1945). Né à Bombay, en Inde britannique, son père est un haut fonctionnaire de l'empire colonial britannique, Sir Norman Wright Kemp Kt. Diplômé en lettres classiques et en droit du Trinity College de Cambridge, il se destine à la carrière d'avocat quand la guerre d'Espagne commence, en juillet 1936. 
Anticommuniste et antinazi viscéral, il combat du côté franquiste de novembre 1936 à l’été 1938, d’abord avec les Carlistes — le Carlisme est un mouvement politique légitimiste catholique espagnol apparu dans les années 1830 — puis, fait rare, comme officier de la Légion espagnole (la Bandera, créé en 1920), dont il commande une section. Plusieurs fois blessé, dont gravement à la mâchoire par un éclat de mortier en 1938 ; il est décoré par le gouvernement nationaliste de la croix de l'Ordre du Mérite Militaire (Rioja Cruz).
Nommé sous-lieutenant sans spécialité (General List) le 19 janvier 1940, il est versé le 1er juillet dans l’Intelligence Corps, le corps du renseignement militaire.
Il rejoint dans un premier temps le service de renseignement militaire, le Military Intelligence Research ou MI (R), ancêtre du SOE. 
Le capitaine Kemp, membre du Small Scale Raiding Force (SSRF, ancêtre du Special Boat Squadron de la Royal Navy) participe à des raids commando sur les îles Anglo-normandes et sur les côtes de la Manche, dont celui visant le sémaphore de la pointe de Plouézec (Côtes d’Armor) dans la nuit du 11 au 12 novembre 1942 (opération "Fahrenheit"). 
Agent du SOE, il est parachuté en Albanie en 1943, il passe plusieurs mois auprès de groupes de résistants communistes et anticommunistes. Vendu aux Allemands par des partisans kosovars, il réussit à s’échapper par le Monténégro en février 1944.
À la fin 1944 il est parachuté en Pologne occupée avec une équipe du SOE (mission Freston). Les hommes du colonel Duane Tyrell Hudson (1910-1995, DSO-1942, OBE-1945) sont arrêtés par l’Armée rouge et détenus par le NKVD soviétique dans des conditions épouvantables jusqu’au lendemain de la signature des accords de Yalta, en février 1945.
Volontaire pour rejoindre la Force 136 du SOE en Asie du Sud-Est, son équipe est parachutée en Thaïlande en mai 1945 peu avant celle du colonel David Smiley. Il contribue à la libération des camps d'internement des soldats alliés, contraints par les Japonais au travail forcé pour la construction de la célèbre voie de chemin de fer immortalisée par le film Le Pont de la rivière Kwaï. Avec les autres militaires britanniques, ils assistent les Français qui combattent le Vietminh, aidé à cette époque par les agents de l'OSS du colonel Aaron Bank.
Il est nommé à la tête de la Mission alliée (Advanced Allied Mission) des îles de Bali et Lombok, chargée de préparer le retour des Hollandais dans l’archipel indonésien. En effet, en Asie du Sud-Est, les Alliés assurent le maintien de l’ordre avec le soutien des soldats japonais, utilisés aussi comme supplétifs pour contenir les mouvements indépendantistes opposés aux puissances coloniales occidentales.
Commandant à titre temporaire, il reçoit le Distinguished Service Order le 20 décembre 1945 pour services valeureux et distingués sur le champ de bataille puis reçoit une citation  (Mentioned in Despatch) le 7 novembre 1946 pour services courageux et distingués en Asie du Sud-Est au sein du SOE. 
En 1946, après la dissolution du SOE, il rejoint le Secret Intelligence Service, le MI6. À ce titre il participe aux opérations d'infiltrations en Albanie de 1949 au printemps 1951 (projet Valuable). 
Atteint de la tuberculose contractée en Asie, il doit quitter l’armée ; il est promu capitaine de réserve et commandant honoraire du Corps du Renseignement le 31 janvier 1951.
Il est correspondant de guerre en Hongrie lors de l'insurrection de Budapest, en octobre 1956, puis entame une carrière d'écrivain, tout en travaillant dans les assurances jusqu'en 1980. 
Il est notamment l’auteur de : Mine Were of Trouble (Londres - Cassell – 1957) sur la guerre d’Espagne (où il a été publié sous le titre Legionario en Espana, No Colours or Crest (Londres - Cassell – 1958) sur l’Albanie et les Balkans, et d'une autobiographie The Thorns of Memory : One of the Twentieth Century's Great Adventurers (Londres - Sinclair-Stevenson – 1990). 
Il a par ailleurs aidé le colonel David Smiley dans l’écriture de son livre Arabian Assignment.
Son action au sein du SOE, dans les Balkans et en Thaïlande, est détaillée dans les mémoires de David Smiley, Au cœur de l’action clandestine. Des Commandos au MI6.